# Remco van Wijk
Remco van Wijk (Breda, 7 oktober 1972) was een Nederlandse hockeyspeler. Hij speelde 242 officiële interlands (63 doelpunten) voor de Nederlandse hockeyploeg. De pijlsnelle aanvaller maakte zijn internationale seniorendebuut op 5 mei 1993 in de oefeninterland Nederland-Ierland (5-1). Afscheid van de nationale ploeg nam hij bijna negen jaar later: op 9 maart 2002 (Nederland-Zuid-Korea 2-1) bij het WK hockey in Maleisië
Van Wijk speelde achtereenvolgens voor Prinsenbeek, HC Bloemendaal en vanaf 2002 voor Breda. 
Met Bloemendaal debuteerde Van Wijk op 9 mei 1991 in de Hoofdklasse uit tegen Amsterdam H&BC (3-4 winst) en scoorde hij het winnende doelpunt. In datzelfde jaar werd hij met Bloemendaal landskampioen en pakte hij die prijs nogmaals in 1993, 1999, 2000 en 2002. Met Breda dwong hij in 2004 promotie af naar de hoofdklasse, maar degradeerde hij vervolgens meteen weer. Het betekende een onbevredigend afscheid voor Koning Rem, die met ingang van het seizoen 2005-2006 als assistent-coach fungeert bij Hockeyclub 's-Hertogenbosch. Daar was ook zijn vader, oud-atleet en voormalig Nederlands kampioen gewichtheffen Peter van Wijk, actief als conditietrainer.